# Романов, Никита Александрович
Ники́та Алекса́ндрович (4 [17] января 1900, Санкт-Петербург — 12 сентября 1974, Канны) — князь императорской крови, третий сын великого князя Александра Михайловича и великой княгини Ксении Александровны. Внук императора Александра III по материнской линии, и правнук императора Николая I по прямой мужской линии.

## Детство и юность

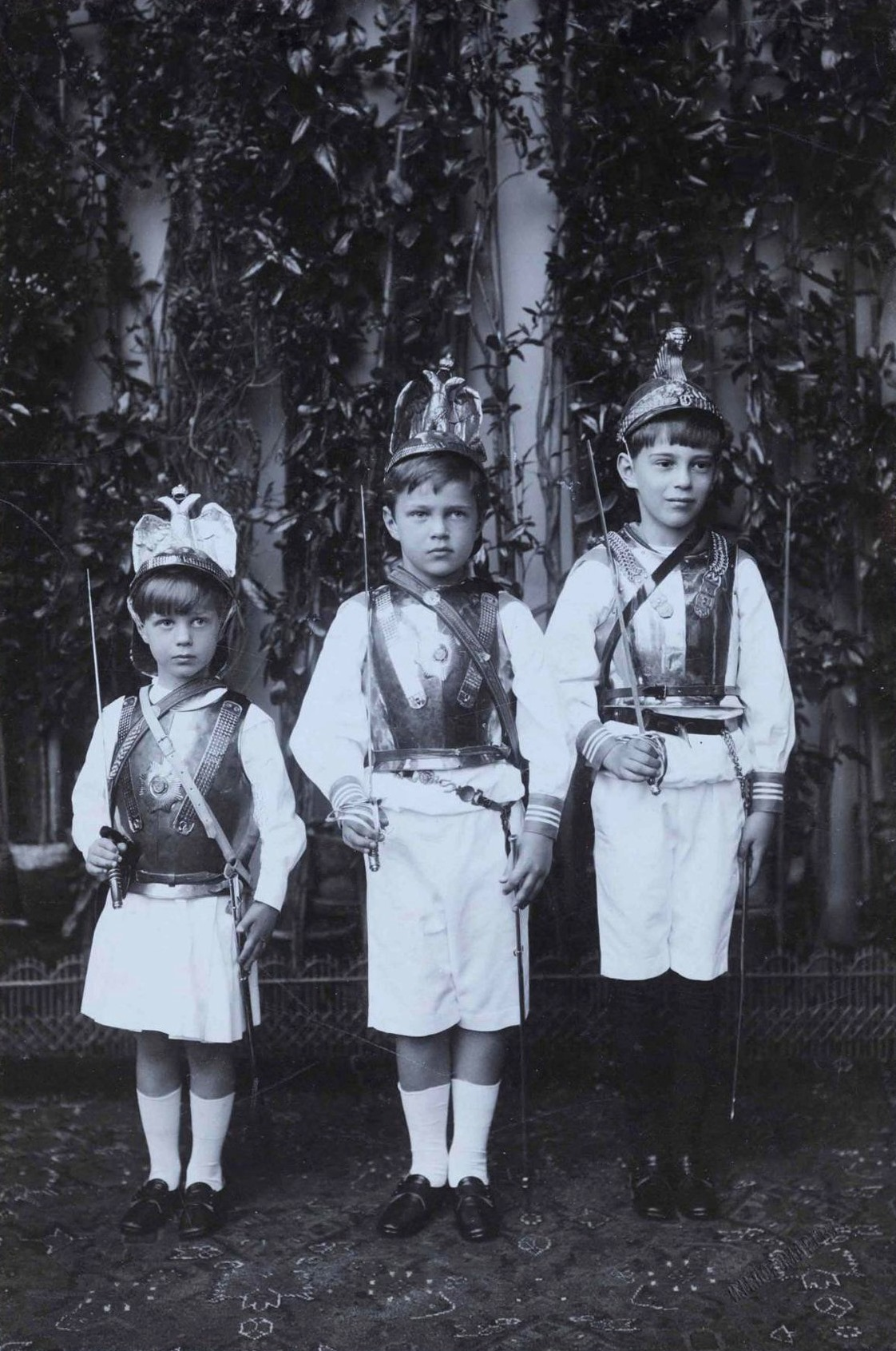
Никита Александрович (слева) с братьями — Фёдором и Андреем. 1904 г.

Князь императорской крови Никита Александрович родился во дворце своих родителей на Мойке. Он был четвёртым ребёнком в семье великого князя Александра Михайловича и великой княгини Ксении Александровны.
В детстве и юности Никита Александрович подолгу вместе с родителями и братьями путешествовал по Европе. Любимым местом в России у князя было имение отца Ай-Тодор, находящееся в Крыму на берегу Чёрного Моря. Во время Первой мировой войны учился в  Морском Его Императорского Высочества Наследника Цесаревича кадетском корпусе в Севастополе. 
После революции находился под домашним арестом вместе с родителями и другими Романовыми в имении Дюльбер в Крыму. В апреле 1919 года покинул Россию на английском линейном корабле «Мальборо» в ходе Крымской эвакуации 1919 года вместе с другими Романовыми.

## Эмиграция
Первые годы эмиграции Никита Александрович провел в Париже, живя в доме своей сестры, княгини Ирины Александровны Юсуповой. В Великобритании он закончил Оксфордский университет. В отличие от своих братьев, в эмиграции Никита Александрович являлся активным участником монархического движения. Князь был одним из руководителей «Общества памяти императора Николая II», руководителем «Монархического союза русской дворянской молодёжи», который был основан в 1930 году, входил в состав Высшего монархического совета, а также являлся шефом созданного в Харбине в 1924 году «Союза мушкетёров его высочества князя Никиты Александровича».
В 1930 году он стал шефом корпуса имени наследника цесаревича Алексея Николаевича. Это полувоенное среднее учебное заведение для мальчиков-эмигрантов находилось в Версале и существовало на средства Высшего монархического совета. На момент начала Второй мировой войны семья князя находилась в Париже. Не имея возможности вернуться в Лондон, Романовы отправились в Рим, а затем в Чехословакию. После начала наступления Красной Армии на Восточном фронте, из-за опасения, что они могут оказаться на занятой советскими войсками территории, семья Никиты Александровича перебралась в Париж. В 1946 году Никита Александрович вместе с семьей переехал в США, где одно время преподавал русский язык в армейском учебном заведении в Монтерее, потом жил в Нью-Йорке, работая в банках и конторах.
За всю свою жизнь Никита Александрович так и не получил вид на жительство ни в одной стране мира и навсегда оставался подданным России. После смерти матери великой княгини Ксении Александровны, получив наследство, Никита Александрович вместе с супругой Марией Илларионовной поселился на юге Франции.

## Династические споры
После смерти великого князя Николая Николаевича младшего в 1929 году часть русской монархической эмиграции на Дальнем Востоке именно Никиту Александровича считала потенциальным наследником российского престола. С ним с 1933 года переписывался генерал Дитерихс, который считал его будущим верховным правителем России.
Сам же Никита Александрович признавал главой семьи Кирилла Владимировича, однако после того, как последний стал сотрудничать с младороссами, князь отправил своему дяде следующее письмо.

«Милый дядя,
Как Тебе известно, несколько лет тому назад я вместе с моим отцом признал все Твои права и подчинился Тебе. Я считал Тебя носителем исконных, веками великих и дорогих нам всем идеалов православной Русской Монархии. Твоё последнее обращение к Русским людям показало Твой полный отказ именно от этих идеалов. Желая действовать совершенно открыто и добросовестно, я считаю своим долгом сообщить Тебе, что я отныне за Тобой больше не следую и выхожу из твоего подчинения. Никита».
В ответ Кирилл Владимирович отправил следующий ответ:

«Ваше Высочество,
Ознакомившись с содержанием Вашего письма от 16/29 Января сего года и в соответствии с его содержанием, Я объявляю Вам, что Вы отныне исключаетесь из числа Членов Императорской Фамилии. Кирилл. 18/31 Января 1932 г. С. Бриак».
В будущем Никита Александрович отказался признавать права на престол своего троюродного брата князя Владимира Кирилловича (1917—1992). В 1959 году он поместил в печати следующие заявление:

«Я никогда не признавал Е. В. Князя Владимира Кирилловича ни Главою Дома, ни Наследником Престола. В полном согласии с другими Членами Императорской Фамилии, я заявляю, что решения, когда бы то ни было принятые Кн. Владимиром Кирилловичем и относящиеся к нашей Династии, не могут считаться мною действительными. Дела Дома Романовых, за отсутствием Царствующего Императора, решаются временно совокупностью агнатов».

## Брак
19 февраля 1922 года в Париже женился на подруге детства графине Марии Илларионовне Воронцовой-Дашковой (1903—1997), дочери графа Иллариона Илларионовича Воронцова-Дашкова (1877—1932) и его первой жены Ирины Васильевны, урождённой Нарышкиной (1879—1917).

## Дети
От брака с княгиней Марией Илларионовной имел двоих сыновей:
- Князь Никита Никитич (1923—2007) — в 1961 году женился на Джанет Энн (в православии — Анна Михайловна) Шонвальт (1933—2017). Сын Федор Никитич (1974—2007).
- Князь Александр Никитич (1929—2002) — в 1971 году женился на княжне Марии Иммакулате Вальгуарнера ди Нишеми (Valguarnera di Niscemi) (1931-2023).

## Смерть
Князь Никита Александрович умер 12 сентября 1974 года в Каннах. Он был похоронен на Рокбрюнском кладбище рядом с родителями. Позднее княгиня Мария Илларионовна вспоминала, что её покойный супруг мечтал быть погребённым в любимом им Ай-Тодоре, и добавила: «Человек предполагает, а Бог располагает»…